# Jan Bøhler

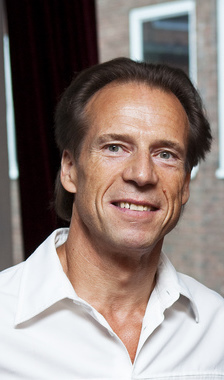
Jan Bøhler, 2012

Jan Bøhler (* 1. März 1952 in Oslo) ist ein norwegischer Politiker, der vor allem in seiner Zeit als Mitglied der Arbeiderpartiet (Ap) Posten innehatte. Von 2020 bis 2025 war er Mitglied der Senterpartiet (Sp). Im Jahr 2001 war er Staatssekretär und von 2005 bis 2021 Abgeordneter im Storting.

## Leben
Bøhler wuchs in Groruddalen, einem Gebiet im Osten Oslos, auf. In seiner Jugend war er Mitglied in der SUF-ml, einer marxistisch-leninistischen Jugendorganisation. Später wurde er Mitglied in der Arbeidernes Ungdomsfylking (AUF), der Jugendorganisation der Arbeiderpartiet. Am 26. Januar 2001 wurde Bøhler zum Staatssekretär im Außenministerium ernannt und er wurde somit Teil der Regierung Jens Stoltenberg I. Er war unter Minister Thorbjørn Jagland tätig und blieb bis zum Abgang der Regierung am 19. Oktober 2001 im Amt. Von 2002 bis 2004 war er als Parteisekretär der Arbeiderpartiet in Oslo tätig, anschließend fungierte er bis 2016 als deren Vorsitzender.
Bøhler zog bei der Parlamentswahl 2005 erstmals in das norwegische Nationalparlament Storting ein. Dort vertrat er den Wahlkreis Oslo und wurde zunächst Mitglied im Gesundheits- und Fürsorgeausschuss, wo er zweiter stellvertretender Vorsitzender wurde. Nach der Wahl 2009 übernahm er den Posten als stellvertretender Vorsitzender im Justizausschuss. Bøhler wechselte im Anschluss an die Stortingswahl 2013 in den Kommunal- und Verwaltungsausschuss und schließlich kehrte er nach der Wahl im September 2017 in den Justizausschuss zurück. In der Zeit von Oktober 2005 bis September 2013 war Bøhler zudem Mitglied im Fraktionsvorstand seiner Partei.
Im Juli 2020 gab Jan Bøhler bekannt, bei der Parlamentswahl 2021 nicht mehr für einen Sitz im Storting kandidieren zu wollen. Er begründete seine Entscheidung damit, dass seine Nominierung keinen parteiinternen Streit in der Osloer Arbeiderpartiet auslösen solle. Mit seinem Parteiwechsel zur Senterpartiet gab er auch eine erneute Kandidatur für seine neue Partei bekannt. Es gelang ihm dabei nicht, ein Mandat zu erzielen. Es wäre das erste Mandat für die Senterpartiet in Oslo seit der Wahl 1993 gewesen.
Im August 2021 wurde sein von ihm mit Senterpartiet-Chef Trygve Slagsvold Vedum geschriebenes Buch Nær folk veröffentlicht. In diesem beschrieb Bøhler seinen Übergang von der Arbeiderpartiet zur Senterpartiet. Im Dezember 2021 wurde er vom Storting für den Zeitraum von 2022 bis 2025 zum Mitglied im NRK-Rundfunkrat (Kringkastingsrådet) ernannt. Im Januar 2025 verkündete Bøhler, dass er aus der Senterpartiet austreten werde und bei der Parlamentswahl 2025 für die Osloer Wahlliste Redd Ullevål sykehus, die sich für den Erhalt des Krankenhauses Ullevål einsetzt, kandidieren wolle.

## Werke
- 2020: Østkantfolk - min by - mitt ansvar. Kagge
- 2021: Nær folk. Cappelen Damm (mit Trygve Slagsvold Vedum)